# 卡萨尼尤兹
卡萨尼尤兹（法語：Cassaniouze，法語發音：[kasanjuz]）是法国康塔尔省的一个市镇，位于该省西南部，属于欧里亚克区。

## 地理
卡萨尼尤兹（44°41'26"N, 2°23'1"E）面积35.84 平方千米，位于法国奥弗涅-罗讷-阿尔卑斯大区康塔爾省，该省份为法国中南部省份，位于法國中央高原中心，北起科雷兹省、上盧瓦爾省和多姆山省，西接洛特省和科雷兹省，南至阿韦龙省和洛特省，东临上盧瓦爾省和洛泽尔省。
与卡萨尼尤兹接壤的市镇（或旧市镇、城区）包括：瑞纳克、塞讷泽尔格、维埃耶维、皮卡佩勒、鲁埃格地区孔克。
卡萨尼尤兹的时区为UTC+01:00、UTC+02:00（夏令时）。

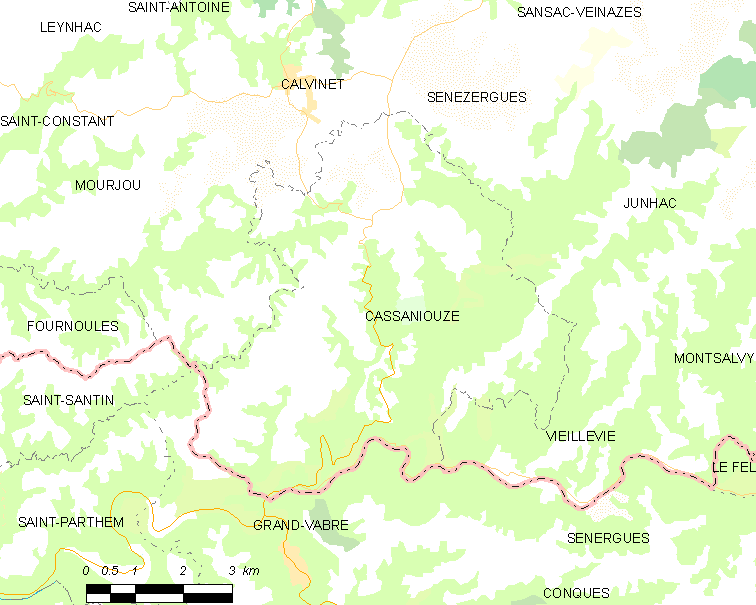
卡萨尼尤兹的OSM定位图

## 行政
卡萨尼尤兹的邮政编码为15340，INSEE市镇编码为15029。

## 政治
卡萨尼尤兹所属的省级选区为塞尔河畔阿尔帕容县。

## 人口

1962-2008年间卡萨尼尤兹人口变化图示

卡萨尼尤兹于2022年1月1日时的人口数量为503人。